# 加平戰鬥

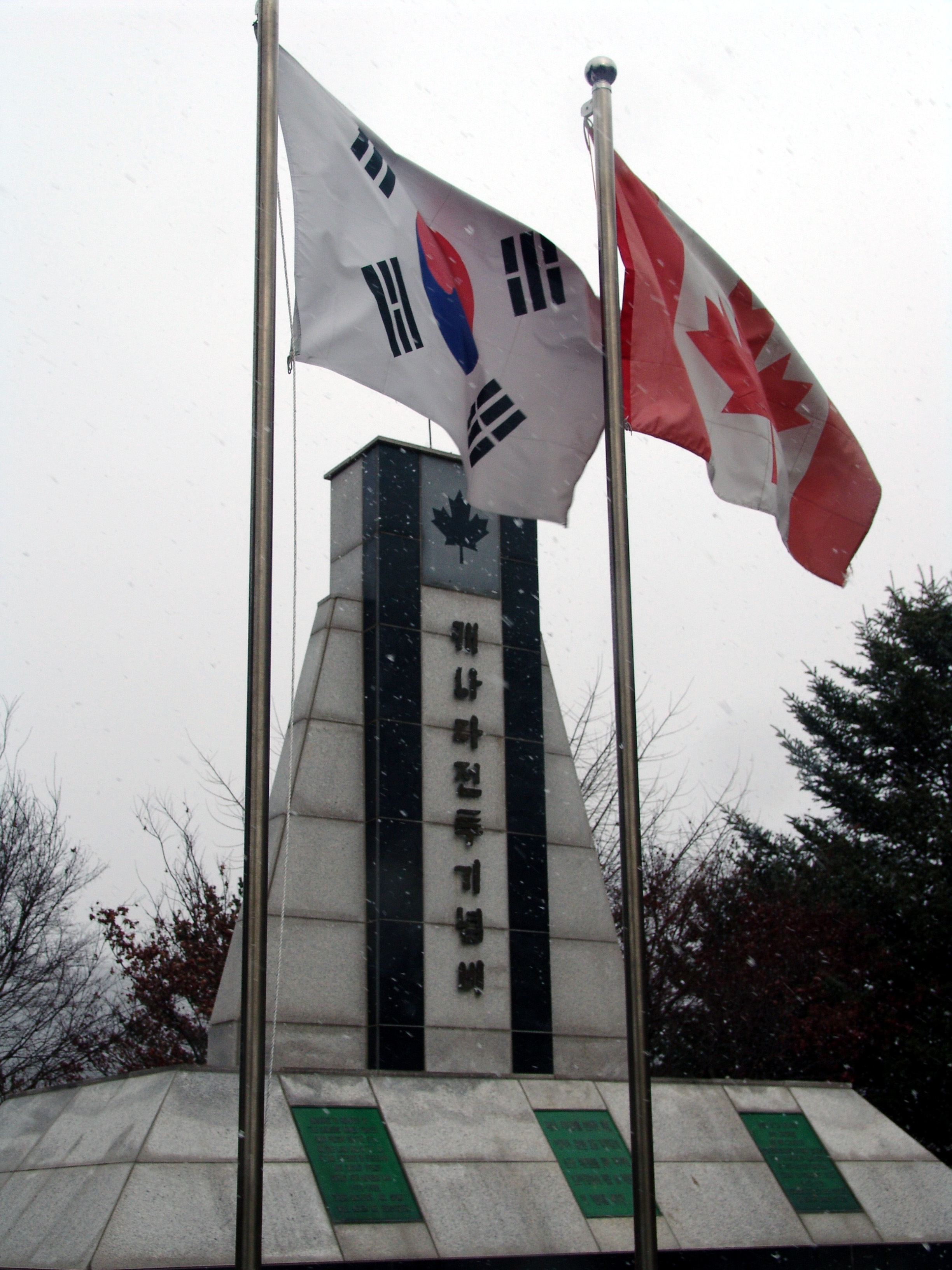
加平郡的加平加拿大戰鬥紀念碑

加平战斗是在朝鲜战争中，于1951年4月22至25日期间，在聯合國軍——主要是澳大利亚和加拿大所属——和中国人民志愿军之间发生的冲突。战斗发生在志愿军向汉城发动第五次战役第一阶段，即志愿军第五次战役期间，英联邦步兵第27旅受命封闭通往韩国首都汉城（现首尔）南方的关键路线。负责山谷防守的两个前进营——皇家澳大利亚团第3营和帕特丽夏公主麾下加拿大轻步兵团第二营——在山谷迅速布防。数千名南韩士兵开始通过山谷撤回，志願軍借助黑暗的掩护渗透到旅部，对504山头的澳大利亚军实行了夜袭，战斗持续到第二天。第二天，中国人民志愿军撤回在山谷重新整合。现在这场战斗被认为是澳大利亚和加拿大军队在朝鲜战争中最著名的的战斗之一。

## 背景
联合国军在1951年2月和4月之间的反击相当成功，美国第八集团军在杀手行动期间将战线推进到汉江以北的，而在撕裂者行动期间在3月中再次收复汉城，联合国军重新向三八线靠近。尽管如此，道格拉斯·麦克阿瑟与美国总统杜鲁门之间的紧张的关系也导致总司令麦克阿瑟被解職，马修·李奇微接任 因此，1951年4月14日詹姆斯·范佛里特也取代马修·李奇微成为美国第八集团军司令；同日马修·李奇微飞抵东京接任麦克阿瑟的总司令职务。与此同时，战役以一系列短期掩袭的方式继续。在3月下旬的勇气行动将战线推进到三八线南8（5.0英里）的本顿线。四月初的蛮勇行动和无畏行动将战斗推进到三八线以北一点的堪萨斯线。最后，4月中旬的一次攻击使得第八集团军推进到犹他线。
梅花山之战之后，英联邦步兵第27旅在联合国军进攻时作为预备队休整。至1951年4月，该旅包括一个澳大利亚、 一个加拿大和两个英国营，共四个步兵营，包括皇家澳大利亚团第3营、帕特丽夏公主麾下加拿大轻步兵第2营、 英国的米德尔塞克斯郡团第1营和阿盖尔郡及萨瑟兰郡高地团第1营。旅长巴錫爾·科德准将因特许休假已于23日启程前往香港。布莱恩·亚瑟·伯克（Brian Arthur Burke）成为旅长。负责辅助的是新西兰陆军第16野战炮兵营的3.45英寸（88）QF 25磅野战炮。皇家澳大利亚团第3营现在正在中校布鲁斯·弗格森的指挥下，他取代了中校弗洛伊德·沃尔什，后者在博川战斗后被解除職務。帕特丽夏公主麾下加拿大轻步兵团第二营这次由中校詹姆斯·赖利·斯通指挥。部署在中央区的这个旅处于包含美国陆军第7、第24步兵师、韩国陆军第2、第6步兵師的美国第九集团军威廉·M·霍奇将军的整体指挥下。
在这段时间英联邦步兵第27旅整合到美国陆军第24师，通过朝宗山谷向北推进，于3月31日晚达到本顿线。然后该旅分离出来，随美国第九集团军沿加平河的狭窄山谷向东行军10（6.2英里）。作为蛮勇行动的一部分，该旅自3日27起十二天内沿河进一步推进了30（19英里）。虽然中方在山谷的防守不强，但是小股部队在山顶上埋藏的防守方式很巧妙。虽然该旅在向山脊推进时遇到重阻力，但是仍在4月8日到达堪萨斯线之前捕获连续的阵地。在短暂停顿之后，于4月11日，麦克阿瑟被解職的第二天开始，该旅继续推进5（3.1英里）到达犹他线。这段过程中中方的抵抗明显加强，该旅的初始目标直到4月13日才被米德尔塞克斯郡团占领。
向犹他线的行军路线由两座900（3,000英尺）高的山头控制——一个是北1（0.62英里）的萨丁山，另一个是萨尔门山北800（870碼）的萨尔门山。4月14日米德尔塞克斯郡团在進攻薩丁山的任务中不断被击退，直到这个任务被转交给皇家澳大利亚团第3营。皇家澳大利亚团第3营A连以8人受伤的代价击毙中國人民志願軍10人、击伤20人，占领了这个山头。，次日第三营C连不费一枪一弹在轻微抵抗下占领萨尔门山。占领后来自中国军队的炮击导致两人受伤，同时空袭也打断了中国军队的反击。帕特丽夏公主麾下加拿大轻步兵第二营同时在右翼推进，于15日占领大菱鲆（795山头）。面对两个阵地上中国激烈的拖延行动，加拿大军直到第二天早晨才捕获其最终的目标鲑鱼山（826山头）。

## 序曲
达到犹他线后，27旅于17日从前线撤回，将阵地移交韩国陆军第6步兵师。伯克随后命令他的几个营到以前被毁的从汉城到东海岸的主要道路上的加平村以北的预备地点。情报表明一个新的中国攻势即将开始，所以整修的27旅仍旧处于三个小时之内即可支持第九集团军的警备状态。由于过去七个月的连续战斗，英国打算在整修期间解散旅的大部分。两个英国营——米德尔塞克斯郡团第1营和阿盖尔郡及萨瑟兰郡高地团第1营——将被来自香港的两个新兵营替换，而伯克与27旅的总部都将在4月下旬与喬治·泰勒准将和28旅的总部轮换。作为加拿大对这场战争的增加投入的承诺的一部分，加拿大部队计划在五月份将转移到新组成的第25加拿大步兵旅。旅部和阿盖尔郡及萨瑟兰郡高地团的高层于15日向汉城开拔前往香港，而其余的英国营计划在两个星期后开拔。澳大利亚团第3营将不会被轮换而仍旧留在旅中，实行自己的援军日程。
突进30（19英里）到共軍部队聚集在中央区金化郡、铁原郡和平康郡之间的交通要道铁三角的无畏行动也同时开始规划。应急规划还包括针对进一步中国攻势的预防措施，美国第八集团军在连续的阵地会实行拖延战术。共产党部队即将进攻的迹象——包括可见的中国和朝鲜火炮和后勤系统力量的加强——致使马修·李奇微指示部队不要冒进到怀俄明线以外。尽管如此，自信的马修·李奇微也扩大了攻击范围，在东部地区下达了攻击的目标线，称为阿拉巴马线。但是时运不济，詹姆斯·A·范·佛里特的部队在21日开始攻击时当头碰上更强的的中国和朝鲜的进攻。
中国第五次战役第一阶段——也称为第一次中国春季攻势——计划彻底销毁汉江以北的美國第1軍和第9军，涉及在中国志愿軍司令員彭德怀的整体指挥下的第三、第九和第十九三个中国集团军和朝鮮人民軍第1、第3和第5军。由于短期目标是汉城的捕获，从两大方面的进攻于22日开始；在西区的美国第一集团军在主战场面对渡过临津江的前往汉城的337000部队；渡过昭阳江的149000部队攻击中部和东部，主要是美国第九集团军的防区，小部分战场属于美国六集团军的防区。这次攻势有214,000中国援军；参战人数总共有700000多人。作为备战的一部分，经验丰富的第十三兵团第39軍和第40军被转移到第九军团，处于司令官宋时轮的整体指挥下。而且第40军的指挥官温玉成受命摧毁韩国第6师，同时阻止任何联合国部队向加平的临津江实施增援。
面对中国的攻势的是包括152000韩国部队、245000的美国部队、11500英联邦部队和10000其他联合国国家部队。不过，美军第八集团军不足以防止中国沿其防线渗透，大量的中国步兵很快就横扫四周，试图包围整个单位的侧翼阻止其撤回。在汉城方向第一集团军驻地前面对中国主要攻势的是英联邦第29旅。临津江上该旅面对两个中国师持续两天的防守帮助防止汉城被占领，但造成重大人员伤亡，是朝鲜战争中英国参与的血战之一。在临津江战役的过程中，顽强抵抗的格洛斯特郡团第1营的大部分战死或被俘，營長詹姆斯·卡恩中校因奋战而被授予维多利亚十字勋章。 最终29旅在堪萨斯线付出了伤亡1091人的代价消灭了中国第63野战军的大部分，并造成近万人伤亡，格洛斯特郡团的损失在英国及联合国军司令部内造成一场争论。 同时在东翼美国第九军团防地，中国第40军第118师和第20军第60师准备在4月22日晚上攻击韩国第6师。

## 战斗

### 韩国溃败，1951年4月22-23日
在替换掉英联邦第27旅之后，韩国部队前进了10（6.2英里），在加平峡谷北端驻扎。不过，预测到中国攻击的韓軍分区指挥官张都映在下午4时停止进军并命令他两个前锋团——第19和第2步兵团——会师和布防，同时命令韩国第7步兵团负责支援前锋部队。由于韩国軍在防守方面的聲譽不可靠，他们获得了来自新西兰军和美国第213炮兵营的105-（4.1-英寸）
M101 榴弹炮部队的支援。尽管如此，只有仅一小时来停止行进和加强防御的的韩国部队只来得及占领一系列的山顶，而不得不将山谷和侧翼暴露出来。 中国第118和第60两个师在下午5时发起进攻，轻易打穿了有很多漏洞的韩国阵地。在中方对整个战线的压力面前防守方几乎立即退守，很快被打散了。韩国部队丢弃了他们的武器、设备和车辆，开始向南方峡谷和山外溃散。至晚上11时张都映不得不承认他与部队失去了所有的通信。凌晨4时联合国军决定撤回新西兰部队以防止更多的损失，但由于收到韩国正在试图占住阵脚的报告，他们被命令在米德尔塞克斯郡团掩护下驻留在山谷作为后备队。第二天黄昏，韩国明显的溃退使得这些部队再次被撤回。
同时，美國第1海軍陸戰師正在东部战区稳健防守中国第39野战军，韩国部队的撤出导致其侧翼被暴露。然而由于中国第39和第40野战军只负责保护第九集团军东侧以及阻止第1陆战师可能的反击，中国没有充分利用这一机会骚扰美军。但是在前沿的联合国阵地，由于中国利用阵地之间的疏漏渗透的原因，美国第1军和第9军的防守越来越困难，导致詹姆斯·范佛里特在上午下令撤守堪萨斯线。威廉·A·霍奇因而命令海军在华川水库和韩国第6师之间的北汉江之外驻守。霍奇的计划假定韩国能够抵抗一阵，然而韩国軍虽然聚集了2500人，但是他们远远没有进入战斗状态。基于对突袭的担心，霍奇警告第27旅和军团后备队23日下午需要在加平县北部建立后备防线，以防备韩国无法抵抗到村里的两条路线，以致中国切入到汉城南方的关键补给线17公路。
正在后方修整的第27旅现在减员到三个营，因为阿盖尔郡及萨瑟兰郡高地团第1营在战前已经撤回到釜山准备登船。米德尔塞克斯郡团也在准备登船，不过现在是作为储备队。因为兵力不足，无法在整个峡谷宽度上建立连续防御线，被通知前线正在崩溃的布莱恩·伯克被迫将他的两个可用营部署在峡谷两侧的高点，皇家澳大利亚团第3营占领了东部的504山头，而帕特丽夏公主麾下加拿大轻步兵团第2营占领西部的677山头。同时西北方近800（2,600英尺）高的794山头不得不被弃守。这三座山头组成一个自然的防御阵地，非常适合阻止一个大型进攻。尽管如此，旅阵地仍旧有很多不足，例如没有侧翼的保护，而无法占领中央山头，因为米德尔塞克斯郡团和武器装备去了北方。同样地，在新西兰人撤回之前炮兵支持基本没有，因此如果大量志願軍在新西兰部队返回之前到达这两个单位将孤立无援，可能被包围，特别是防线有4（2.5英里）在中部战区暴露区域的皇家澳大利亚团第3营。
两个营都被部署在高峰和斜坡上建立了一系列兵力和连相当，跨度7（4.3英里）的防御阵地。由于需要防守的区域太大，每个连不得不隔得很开，未能提供相互支援。每个排现在互为照应，而每个连采用全面防卫的策略。旅总部仍然在往南4（2.5英里）的山谷里。由于新西兰炮手仍在前线掩护韩国部队，美国第9軍从第213野战炮兵营转移了一个连的105（4.1英寸）榴弹炮、12台4.2英寸（110）M2 4.2迫击炮和第二化学迫击炮大队到第27旅的指挥下。美国第72重坦克营A连的十五台谢尔曼坦克也前来支援。
加拿大部其后占领677山头开始挖防御工事，在各区部署六部维克斯式中型机枪以增加防守深度，而依赖于布雷补充它们之间的漏洞。澳大利亚部同时也占领504山头，其中D连占据山峰本身，A连占据西北部通往山峰的冲刺线，B连占据河边的小高地，C连在后方作为预备队。应美国第9軍要求，布莱恩·伯克命令布鲁斯·弗格森将旅部部署在峡谷低处的竹屯里附近以控制韩国部队的撤退。但是，这也限制了弗格森的观察和控制这场战斗的能力，同时也导致旅部很容易被渗透。整个下午就这么在斜坡上建设工事中度过，因为在岩石上开工被证明是太难了。在几个小时内，澳大利亚部仓促地完成了防守阵地，但是布雷任务无法完成，因为炮兵侦查员直到天黑才到达连阵地。
美軍坦克连长肯尼思·科克中尉部署他的排支持澳大利亚部队。掠过504山头东侧的这条路是装甲部队部署的最佳区域。一排的五辆坦克占据北部前哨位置，防止志願軍使用该道路 ；另一个排和B连一起占领西部的高地，最后一个排和科克的总部在B连南方800（870碼）部署，覆盖这条路穿过加平河的浅滩。没有步兵的支持就出动坦克也许不是很明智。澳大利亚人和他们的装甲援军指挥关系也很复杂，美国人并未和往常一样处于统一指挥下，而是科克自由发挥。无论如何，在一部 76-（3.0-英寸）加农炮、一部.50 口径和两部.30口径的机枪的辅助下，这些谢尔曼坦克是能够大大加强防守能力的。相反中国在加平没有坦克，而他们的步兵只有几部3.5-英寸（89-）反坦克火箭用来对付它们。
在晚上八点，大批混乱的韩国部队通过旅防线撤回，大部分通过澳大利亚部防区。，韩国第6师稍后在27旅背后重组，但军力减少了大半。同时，作为中国对汉城攻势的一部分，第20野战军向西转向，中国第118师向加平山谷发动第二次进攻，紧追正在撤退的韩国部队。急速向东北进攻山谷的118师第354团于晚上10时攻入澳大利亚部阵地。中国先锋意图捕获的17公路南部的开平的重要十字路口，很有可能不知道澳大利亚在这里防守，在接近谷口低地的一个南北向的山岭时分兵。

### 夜战，1951年4月23–24日
成功阻止了美国海军陆战队第一陆战师向临津江方面增援的中国第40野战军在23日将注意力转到27旅。军力约万人的第118师进攻27旅的两个前锋营的战斗在4月23日夜间的打响，一直持续到第二天晚上。最初中国对加平的攻击是针对504山头的皇家澳大利亚团第三营，米德尔塞克斯郡团和新西兰炮手在这次战斗的早期被隔断。但是澳大利亚人的抵抗最终让他们安全撤回，米德尔塞克斯郡团移师河西岸的后备位置为27旅提供深度掩护。中国第354团的两个营对504山头西北的两个澳大利亚营开始多次攻击。一波又一波的中国军队保持着攻击，但是旅的右侧的澳大利亚部队阻止了他们的进攻，直到第二天他们把进攻重点转移到加拿大部队。
借助韩国部队掩护行踪的志願軍在这场战斗的初始阶段已通过A连和B连之间渗透到27旅旅部的位置，在移动到后面的位置之前沿路边行进，很大程度包围了澳大利亚部队。即使在韩国支援该营的韓國勞務團搬运工人能够借助语言来分辨两国军队的宝贵援助下，在夜色中澳大利亚人仍旧很难把志願軍和韩国部队区别开来。在晚上九时半，中国开始了对缺乏步兵支持的前锋排坦克的第一次攻击。中国最初的攻势被轻松击退，但是一小时后更强的攻击造成包括排长在内的两辆坦克的指挥官被击毙，坦克排被迫撤回。中国接着从两个方向夹击澳大利亚部队，一面攻击504头前的两个前锋连，一面通过周围道路攻击营总部。最后，在晚上11时新西兰炮兵回到了旅驻地，但是他们在夜战的剩余部分只提供了有限的支持。
在晚间志願軍在A连和B连之间的位置进行试探攻击。志願軍首先利用间接开火波浪式攻击，但是被澳大利亚人的布伦轻机枪、欧文冲锋枪、来福枪和手榴弹击退，接着屡败屡战。达西·劳克林上校指挥下的B连在坦克的支持下在造成重大伤亡的同时几乎毫发无损。劳克林的指挥部受到一些渗透进来的志願軍的攻击，但是他们迅速被赶出了。在晚上11时北部前哨报告在其侧翼有志願軍集结，虽然有重炮针对攻击，但是前哨仍被迫放弃据点撤回到主阵地。在半夜0时50分，中国的主攻开始突击第4排，但经过一个小时的激烈战斗之后他们被击退。之后在3时半佯攻第5排之后，志願軍开始主攻第6排。中国下定决心横扫澳大利亚外围，但是在打穿前被同样决心反击的第6排在谢尔曼坦克支持下打回。凌晨4时连后方的小前哨被50多中国军队袭击。准下士帕里·雷指挥的四名军人击退了四次进攻，在20分钟内杀死了25人，杀伤多人。帕里稍后获军功章。凌晨4时45分最后一次由70名志願軍组成的攻击被B连再次击退。
在山岭上，本·奥多德少校的A连面临猛攻。在晚上9时30分，西侧处于三个排最低处的的第1排受到试探攻击。在接最初的攻击之后三个小时内，志願軍从三个方向主攻。尽管很多人伤亡，中国仍旧继续他们的攻击，冲到近处用手榴弹攻击澳大利亚部队。澳大利亚部队也有很多伤亡，大半个排死亡或受伤，包括所有三个布伦机枪手。澳大利亚人用小武器火力击退了多次的攻击，袭击者不断增加攻击频率和幅度，甚至踩着死伤者的身体进行攻击。凌晨1时，奥多德命令第一排的剩余成员绕过连部到2排和3排的平台之间。排长弗里德里克·加德纳中尉因他在此战中的领导力而在之后被通报表彰。之后中方对三个排的攻击虽然不像以前那么激烈，但是仍旧持续到凌晨4时30分。
黎明前，很明显中国已成功地穿透澳大利亚的排之间的外围阵线，澳大利亚人开始借助在山脊线下隐蔽的机关枪工事和他们交战。由于天色越来越亮，第1和第3排很快在攻占更好的地形时遭受伤亡。在早上6时一个战斗巡逻员被派往连部和他们通讯，但是在通过支线的路上偶遇志願軍。在仓促攻击下，六名中国人和一名澳大利亚阵亡，对A连连部的威胁被消除了。奥多德之后开始反击，命令第3排袭击中国占领原1排的位置。在早上7时他们了收复了阵地，中国在高地上的重火力压迫下退出，澳大利亚人再次造成了沉重的伤亡。夜袭也造成A 连的严重伤亡，阵亡者包括两个新西兰的战地观察员。他们共遭受50多人伤亡，大约是原始军力的一半。同时，在夜间对右翼诺姆·格雷夫纳上尉指挥的D连防守的504山头的进攻并不激烈，雷金纳德·桑德斯上尉指挥的C连只受到一次袭击。
位于战线之后1,500（1,600碼）的营部发现自己也受到严重压力，在只由一部维克斯式中型机枪、 两部QF-17磅反坦克炮，一个突击先锋排和位于连总部的杰克·盖尔克上尉指挥下的团宪兵的守护下，面对中国随撤退的韩国部队渗透的部队，战斗在约晚上10时爆发。志願軍绕过总部和周围的美国坦克，包围了防守者，在通往南方的道路建立了防守阵地。在夜间志願軍试图近战并用手榴弹和炸药包摧毁坦克，但被炮火击退。稍后一辆坦克受到3.5寸火箭的直接攻击，在外围也被大量志願軍攻击，伤亡惨重，被迫撤回。由于受到来自竹屯里中国士兵占领的几栋房的开火，谢尔曼坦克在街区的几个房子进行巷战，在一栋房子里就杀死了四十多人。不过凌晨米德尔塞克斯郡团的一个连不得不被被调度来补充兵力。

### 引用
1. ↑  齐 2000, p. 377.
2. ↑  . 齐德学, 1950-, 中国人民解放军军事科学院. 军事历史硏究部. 第一版. 背景: 军事科学出版社. 2000. ISBN 7801373898. OCLC 46926874.
3. ↑  .   [2013-10-10]. （原始内容存档于2017-04-16）.
4. ↑  O'Neill 1985, p. 121.
5. 1 2  O'Neill 1985, p. 123.
6. 1 2 3 4  O'Neill 1985, p. 132.
7. 1 2  O'Neill 1985, pp. 125–127.
8. 1 2  Horner 1990, p. 444.
9. 1 2  Breen 1992, p. 12.
10. 1 2  Butler, Argent and Shelton 2002, p. 103.
11. ↑  Butler, Argent and Shelton 2002, p. 77.
12. ↑  O'Neill 1985, p. 107.
13. 1 2 3  O'Neill 198, p. 134.
14. ↑  Varhola 2000, p. 88 and 278.
15. ↑  O'Neill 1985, p. 125.
16. 1 2  O'Neill 1985, p. 127.
17. ↑  O'Neill 1985, p. 128.
18. ↑  Breen 1994, p. 20.
19. ↑  O'Neill 1985, pp. 128–129.
20. ↑  O'Neill 1985, p. 129.
21. 1 2 3 4  O'Neill 1985, p. 131.
22. ↑  Breen 1994, p. 18.
23. ↑  Breen 1994, p. 21.
24. ↑  Farrar-Hockley 1990, p. 109.
25. ↑  张 1995, p. 145.
26. ↑  齐 2000, pp. 309、326.
27. 1 2 3 4 5 6  Coulthard Clark 2001, p. 263.
28. ↑  齐 2000, p. 312.
29. ↑  Johnston 2003, p. 89.
30. ↑  O'Neill 1985, pp. 133–134.
31. ↑  Johnston 2003, pp. 90–91.
32. ↑  Mossman 1990, p. 401.
33. ↑  Mossman 1990, p. 382.
34. 1 2 3  Chae, Chung and Yang 2001, p. 630.
35. 1 2 3 4  Horner 2008, p. 69.
36. 1 2 3 4 5  Mossman 1990, p. 402.
37. 1 2 3 4  Johnston 2003, p. 91.
38. 1 2  张 1995, p. 149.
39. ↑  Johnston 2003, p. 91–92.
40. ↑  Mossman 1990, p. 391.
41. ↑  Horner 2008, p. 68.
42. 1 2 3 4 5  . The Australian War Memorial.   [23 January 2010]. （原始内容存档于2009-09-15）.
43. ↑  Horner 2008, pp. 69–70.
44. ↑  Johnston 2003, pp. 94–95.
45. ↑  Johnston 2003, p. 95.
46. 1 2 3 4  Horner 2008, p. 70.
47. ↑  Breen 1994, p. 40.
48. ↑  齐 2000, p. 314.
49. ↑  Breen 1994, p. 25.
50. ↑  Horner 2008, p. 71.
51. ↑  O'Dowd 2000, p. 165.
52. ↑  Breen 1994, pp. 113–114.
53. ↑  . 倫敦憲報. 25 January 1952: 514  [1 February 2010].
54. 1 2  O'Neill 1985, p. 142.
55. ↑  Johnston 2003, p. 96.
56. ↑  . 倫敦憲報. 25 November 1952: 6214  [1 February 2010].
57. 1 2  O'Neill 1985, p. 143.
58. ↑  Breen 1994, p. 100.
59. 1 2  O'Neill 1985, p. 144.

### 书籍
- Appleman, Roy. . Military History Series 18. College Station, TX: Texas A&M University Press. 1990. ISBN 0890964327.
- Breen, Bob. . Georges Heights, NSW: Headquarters Training Command, Australian Army. 1992. ISBN 0642182221.
- Butler, David; Argent, Alf and Jim Shelton. . Loftus, NSW: Australian Military Historical Publications. 2002. ISBN 1876439564.
- Chae, Han Kook; Chung, Suk Kyun; Yang, Yong Cho. Yang, Hee Wan; Lim, Won Hyok; Sims, Thomas Lee; Sims, Laura Marie; Kim, Chong Gu; Millett, Allan R. , 编. . Volume II. Lincoln, NE: University of Nebraska Press. 2001. ISBN 9780803277953.
- 齐德学. . Volume II. 北京: 军事科学出版社. 2000. ISBN 7801373901.
- Coulthard-Clark, Chris.  Second. Crows Nest, NSW: Allen and Unwin. 2001. ISBN 1865086347.
- Farrar-Hockley, Anthony. . Volume II. London: HMSO. 1990. ISBN 011630958X.
- Grey, Jeffrey. . Manchester: Manchester University Press. 1988. ISBN 0719027705.
- Horner, David; ed.  First. North Sydney, NSW: Allen and Unwin. 1990. ISBN 004442227X.
- Horner, David; ed.  Second. Crows Nest, NSW: Allen and Unwin. 2008. ISBN 9781741753745.
- Johnston, William. . Vancouver: UBC Press. 2003. ISBN 0774810084.
- Kuring, Ian. . Loftus, NSW: Australian Military Historical Publications. 2004. ISBN 1876439998.
- Millett, Allan R. . Lawrence, KS: University Press of Kansas. 2010. ISBN 9780700617098.
- Mossman, Billy C. . Washington: Center of Military History, US Army. 1990. ISBN 9781131511344.
- O'Dowd, Ben. . St Lucia, QLD: University of Queensland Press. 2000. ISBN 0702231460.
- O'Neill, Robert. . Volume II. Canberra, ACT: Australian War Memorial. 1985. ISBN 0642043302.
- Varhola, Michael J. . Cambridge, MA: Da Capo Press. 2000. ISBN 978-1882810444.
- 张曙光. . Lawrence, KS: University Press of Kansas. 1995. ISBN 0700607234.